# لوئیز مکلروی
دِیم آن لوئیز مَکِلروی (انگلیسی: Louise McIlroy; ۱۱ نوامبر ۱۸۷۴ – ۸ فوریهٔ ۱۹۶۸) که با نام لوئیز مکیلروی شناخته می‌شد، پزشک برجسته و پرافتخار ایرلندی-بریتانیایی بود که در زمینه زنان و زایمان تخصص داشت. او اولین زنی بود که موفق به دریافت مدرک دکترای پزشکی (MD) و ثبت‌نام به عنوان دانشجوی پژوهشگر در دانشگاه گلاسگو شد. همچنین او اولین استاد زن پزشکی در بریتانیا بود.
وی همچنین برندهٔ جوایزی همچون صلیب نظامی ۱۹۱۴-۱۹۱۸ (فرانسه)، بانوی فرمانده نشان امپراتوری بریتانیا، و افسر نشان امپراتوری بریتانیا شده است.

## زندگی اولیه و تحصیلات
مکلروی در ۱۱ نوامبر ۱۸۷۴ در خانه لاوین، شهرستان آنتریم (ایرلند شمالی امروزی) متولد شد. پدرش جیمز، پزشک عمومی در بالی‌کسل بود. در سال ۱۸۹۴ در دانشگاه گلاسگو در رشته پزشکی ثبت‌نام کرد و در سال ۱۸۹۸ مدرک MB خود را دریافت نمود. در سال ۱۹۰۰ مدرک MD خود را با درجه ممتاز کسب کرد. در طول تحصیل، جوایز درسی در رشته‌های پزشکی و پاتولوژی دریافت کرد.

## حرفه پزشکی
تحصیلات تکمیلی او را به سراسر اروپا کشاند و در زمینه زنان و زایمان تخصص یافت، در سال ۱۹۰۱ گواهینامه مامایی ایرلند را دریافت کرد. اولین سمت او در سال ۱۹۰۰ به عنوان جراح مقیم در بیمارستان زنان سامریتان گلاسگو بود و از ۱۹۰۶ تا ۱۹۱۰ جراح زنان در بیمارستان ویکتوریای گلاسگو شد. در سال ۱۹۱۰ مدرک DSc خود را از دانشگاه گلاسگو دریافت کرد و در ۱۹۱۱ به عنوان دستیار اول جی.ام. مونرو کر، صاحب کرسی میورهد زنان و زایمان دانشگاه منصوب شد.
با آغاز جنگ جهانی اول، او و سایر پزشکان زن خدمات خود را به دولت پیشنهاد دادند که با این پاسخ مواجه شدند: «میدان جنگ… جای زنان نیست». آن‌ها تصمیم گرفتند بیمارستان زنان اسکاتلند برای خدمات خارجی را تأسیس کنند. مکلروی فرماندهی واحد گیرتون و نیونهام این بیمارستان در فرانسه را بر عهده داشت و سپس به صربستان و سه سال بعد به سالونیکا اعزام شد.
در سالونیکا، او مدرسه آموزش پرستاری برای دختران صرب را تأسیس کرد و تنها مرکز ارتوپدی ارتش شرق را راه‌اندازی نمود. خدمات جنگی خود را به عنوان جراح در بیمارستان سپاه پزشکی ارتش سلطنتی در قسطنطنیه به پایان برد.
در سال ۱۹۲۱ به عنوان مشاور زنان و زایمان در بیمارستان رویال فری لندن منصوب شد. او اولین استاد زن زنان و زایمان در مدرسه پزشکی زنان لندن و اولین استاد زن پزشکی در بریتانیا بود.
در ۷ ژوئیه ۱۹۲۱، مکلروی مقاله‌ای در انجمن پزشکی-حقوقی لندن ارائه داد که در آن استفاده از وسایل جلوگیری داخل رحمی را مضرترین روش پیشگیری از بارداری توصیف کرد. این نظرات در کتاب «کنترل تولد» دکتر هالیدی ساترلند در سال ۱۹۲۲ نقل شد و زمانی که ماری استوپس به دلیل اظهارات این کتاب از ساترلند شکایت کرد، مکلروی به عنوان شاهد دفاع در دادگاه حاضر شد.
او در سال ۱۹۳۴ بازنشسته شد، اما به کار خصوصی در هارلی استریت و سایر بیمارستان‌های لندن ادامه داد. با آغاز جنگ جهانی دوم، از نیمه‌بازنشستگی خارج شد و به عنوان مشاور خدمات زایمان شورای شهرستان باکینگهام‌شر مشغول به کار شد. همچنین متخصص ارشد زایمان بیمارستان مخصوص همسران افسران در فولمر چیس بود.
مکلروی در چندین انجمن پزشکی فعال بود: علاقه او به مسائل پزشکی-حقوقی منجر به ریاست انجمن پزشکی-حقوقی لندن شد؛ در انجمن پزشکی بریتانیا (BMA) در سال‌های ۱۹۲۲، ۱۹۳۰ و ۱۹۳۲ معاون بخش زنان و زایمان بود؛ از ۱۹۳۶ تا ۱۹۳۹ عضو هیئت نمایندگان؛ از ۱۹۳۸ تا ۱۹۴۳ عضو شورای BMA؛ در ۱۹۴۶ رئیس شعبه متروپولیتن BMA و همچنین رئیس بخش زنان و زایمان انجمن پزشکی سلطنتی بود.